# Akachi Adimora-Ezeigbo
Akachi Adimora-Ezeigbo, née Akachi Théodora Adimora, est une journaliste, poète, romancière, conférencière, essayiste et professeure nigériane.
Depuis 2015, elle est professeur au Département d'anglais et d'arts dramatiques de l'université fédérale de Ndufu-Alike Ikwo (en), dans l'État d'Ebonyi, au sud-est du Nigeria.
Elle publie de nombreux ouvrages comprenant des romans, de la poésie, des nouvelles, des livres pour enfants, des essais et du journalisme. Elle remporte plusieurs prix au Nigeria, notamment le Prix Nigéria de Littérature en 2007.

## Biographie
Akachi Adimora-Ezeigbo née Akachi Théodora Adimora en 1947 à Uga, dans l'état d'Anambra. Elle est le premier enfant de Joshua et Christiana Adimora et a cinq frères et sœurs. Elle grandit dans l'est du Nigeria. Elle voyage fréquemment en Afrique, en Europe et aux États-Unis.

### Carrière
Adimora-Ezeigbo obtient un baccalauréat en arts, une maîtrise en anglais de l'Université de Lagos, et un doctorat de l'Université d'Ibadan, au Nigeria. Elle est également titulaire d'un diplôme d'études supérieures en éducation (PGDE) de l'Université de Lagos,.
Adimora-Ezeigbo commence sa carrière comme enseignante dans les écoles secondaires, dans des collèges, avant de commencer à enseigner l'anglais à l'Université de Lagos en 1981 et devenir professeure titulaire, à la même université en 1999. Elle a enseigné dans cette université a dirigé le département d'anglais en 1997 et 1998, de 2002 à 2005 et 2008-2009,. Elle continue à enseigner à des étudiants et à encadrer les jeunes professeurs,,.
Elle a également travaillé dans la presse entre 1992 et 1999, période au cours de laquelle elle a pu rédiger des éditoriaux, des articles de fond et tenir des chroniques,,.
En 2022, elle participe à la première édition du festival littéraire James Currey à l’Université d’Oxford.

### Vie privée
Elle est mariée au professeur Chris Ezeigbo et ils ont trois enfants,,, .

## Œuvres
Adimora-Ezeigbo, écrit plus de quinze essais critiques sur la littérature africaine et la société nigériane en particulier et publie vingt trois livres,.

### Livres
- The Buried Treasure- livre pour enfants (1992)[10]
- The Prize - livre pour enfants (1994)[11]
- Echos in the Mind (1994)
- The Last of the Strong Ones – roman (1996)[12]
- Rituals and Departures – contes (1999)[13]
- House of Symbols – roman (2001)[14]
- Children of the Eagle – roman (2002)[15]
- Fractures et Fragments - histoires courtes.(2006)[16]
- Ezezemale and The Tree Spirits - fiction pour les jeunes (2006)[17]
- My Cousin Sammy - fiction pour les jeunes (2007)[18]
- Trafficked - roman (2008)[19]
- Heart Songs – poèmes (2009)[20]
- Waiting for Dawn – poèmes (2010)
- Roses and Bullets – roman (2011)[21]

## Récompenses
Elle a remporté plusieurs prix au Nigeria, notamment le Prix Nigéria de Littérature en 2007,,,,.